# Grand Prix de Pau 1948
Grand Prix de Pau 1948 je bila prva dirka za Veliko nagrado v Sezoni Velikih nagrad 1948. Odvijala se je 29. marca 1948 v mestu Pau. 

## Rezultati

### Dirka
| Poz   | Dirkač                | Moštvo                         | Dirkalnik         | Krogi | Čas/Odstop         |
| ----- | --------------------- | ------------------------------ | ----------------- | ----- | ------------------ |
| 1     | Nello Pagani          | Scuderia Automovilistica Milan | Maserati 4CL      | 110   | 3:33:30.0          |
| 2 Ods | Raymond Sommer        | Privatnik                      | Maserati 4CL      | 109   | +1 krog Pnevmatika |
| 3     | Yves Giraud-Cabantous | Ecurie France                  | Talbot-Lago T26   | 108   | +2 kroga           |
| 4     | Charles Pozzi         | Privatnik                      | Talbot-Lago T150C | 108   | +2 kroga           |
| 5     | Louis Rosier          | Ecurie Tricolore               | Talbot-Lago T26   | 107   | +3 krogi           |
| 6     | Jean-Pierre Wimille   | Equipe Gordini                 | Simca-Gordini T15 | 105   | +5 krogov          |
| Ods   | José Scaron           | Equipe Gordini                 | Simca-Gordini T15 | 81    | Vzmetenje          |
| Ods   | Henri Louveau         | Privatnik                      | Maserati 4CL      | 64    | Motor              |
| Ods   | Eugene Chaboud        | Ecurie Gersac                  | Delahaye 135CS    | 46    | Menjalnik          |
| Ods   | Louis Chiron          | Ecurie France                  | Talbot-Lago T26   | 32    | Puščanje olja      |
| Ods   | Eugène Martin         | Privatnik                      | Frazer Nash-BMW   | 21    | Trčenje            |
| Ods   | Harry Schell          | Ecurie Lucy O´Reilly Schell    | Cisitalia D46     | 6     | Diferencial        |
| Ods   | Roger Loyer           | Privatnik                      | Cisitalia D46     | 4     | Diferencial        |
| Ods   | Princ Bira            | Equipe Gordini                 | Simca-Gordini T15 | 0     | Vzmetenje          |